# 東義州
西魏大统二年（536年）设置的州，治卢氏县（今河南卢氏县城关镇），领义川、朱阳等郡。北周领义川一郡。隋开皇三年（583）改名虢州。